# El amor (álbum de Gloria Trevi)
El amor es el título del décimo álbum de estudio de la cantante de pop/rock mexicana Gloria Trevi. El material es su tercer trabajo para la compañía Universal Music Group tras el éxito de su anterior producción, De película (2013). El disco conceptual de covers clásicos de la música latina y la misma Gloria, interpretados por dos Alter ego en distintas columnas musicales: Lado A por Mr Trevi y Lado B por Miss Gloria. Elogiado por la crítica y citado por Billboard entre "Los mejores álbumes latinos de la década". Fue ganador de un Latin American Music Awards a Álbum del Año y nominado a un Premio Juventud.

## Antecedentes, producción y lanzamiento
En julio de 2015 se anunció que el álbum fue producido por Humberto Gatica y que contaría con doce canciones, versiones de los temas compuestas e interpretadas por artistas como Roberto Carlos, Camilo Sesto y Rafael Pérez Botija, y dos canciones inéditas además de un DVD. Según la cantante, la mitad del álbum es interpretado por su alter ego masculino llamado "Mister Trevi". La cantante expresó que su alter ego interpreta las canciones como ella y muchas mujeres quieren ser amadas, y la otra mitad es interpretada como ella ama. El álbum tiene un repertorio que, según la cantante, considera que es un diálogo entre el hombre y la mujer.
Durante una conferencia de prensa, Gloria confesó que el álbum estaba dedicado a su esposo Armando Gómez, ya que considera que el álbum salvó su matrimonio luego de una crisis que la hizo pensar en divorciarse.

Él [su esposo] no me decía las cosas que quería escuchar para sentirme amada como me ama. El día que estaba grabando el DVD, y que ven que se me sale la lágrima, ese día había hablado con el abogado para pedir los papeles. De verdad que estaba en un momento superfuerte. Pero Dios sabe por qué hace las cosas. Pude aclarar muchas cosas con mi esposo, porque había malos entendidos. Y créanme, lo que vieron nada que ver.
Gloria Trevi sobre la inspiración del álbum, durante una conferencia de prensa.

El disco fue lanzado a la venta el 21 de agosto de 2015 a través de descarga digital. A pocas horas de su lanzamiento la tienda musical Mixup colocó el álbum en el primer lugar de ventas en México, así como en Amprofon Top 100 como el disco más vendido del país. En Estados Unidos debutó directamente en la siguiente semana de ser lanzado en la cima del Latin Pop Albums y Top Latin Albums de Billboard, su tercer mercado más fuerte fue Colombia donde se posicionó en el puesto 17 del conteo ASINCOL Albums. En España Promusicae apareció en la casilla 41 con más de 3200 ventas durante su primera semana, mientras que en Brasil logró un Top 30 en la lista álbumes de Pro- Música Brasil.

## Promoción

### Sencillos
El 19 de mayo de 2015 se lanza «Como yo te amo», primer sencillo del álbum a través de descarga digital. La canción es una versión de la canción original interpretada por Raphael y Rocío Jurado. El sencillo alcanzó el puesto diecinueve del Billboard Latin Pop Songs y el puesto treinta y tres del Billboard Latin Digital Songs. En Venezuela, el sencillo logró ocupar el primer puesto de top latino y del top baladas, el segundo puesto en el top pop y el sexto puesto en el top 100 de Record Report. El video musical se estrenó el 19 de junio de 2015 en su cuenta de Vevo y fue estrenado en el canal Ritmoson Latino.
El segundo sencillo del álbum, titulado «Las pequeñas cosas» fue lanzado a través de descarga digital el 31 de julio de 2015. El mismo día se lanzó el video musical, fue estrenado en el programa Al Rojo Vivo y en su canal en Vevo. El sencillo es la versión de la canción original interpretada por Amanda Miguel. El sencillo logró ocupar el quinto puesto del top pop de Monitor Latino en México.
El 7 de agosto de 2015 lanza el tercer sencillo del álbum, «Te quiero». El tema es una versión de la canción interpretada por José Luis Perales. El video musical fue estrenado en el canal Telehit y en el canal Vevo de la cantante.
El 14 de agosto de 2015 lanza el cuarto sencillo, una versión de «El amor» de Massiel. El video musical fue estrenado en el programa Un Nuevo Día y en el canal Vevo de la cantante.
El 21 de agosto de 2015 comienza su gira El amor World Tour en el Greek Theatre en la ciudad de Los Ángeles. El tour será presentado en el resto de Estados Unidos, España, Perú, Chile y el resto de Latinoamérica. El 30 de enero de 2016 el tour llegará a México. Esta gira se convertiría en todo un éxito lo que le valió una nominación a los Premio Lo Nuestro en la categoría Tour del Año, vendiendo más de 280.000 boletos y recaudando unos 30.000.000 millones de dólares lo colocaron como "La gira latina por una mujer más exitosa del año", la segunda en general de habla hispana y en el puesto ochenta y cuatro a nivel mundial basados en reportes de Pollstar.

## Tour
Setlist
1. Cama y mesa
2. Como yo te amo
3. Un día más de vida / Ella que nunca fue ella / Tu ángel de la guarda
4. Pruébamelo
5. Y ahora quién
6. Ese hombre es malo
7. Te quiero / Como nace el universo
8. El amor después del amor
9. Las pequeñas cosas
10. I Will Survive / Todos me miran
11. Tú y yo
12. No querías lastimarme
13. Desahogo
14. Hoy me iré de casa
15. Cinco minutos
16. Que muera el amor
17. Como si fuera la primera vez
18. El recuento de los daños / Con los ojos cerrados / Vestida de azúcar / El favor de la soledad
19. El amor
20. ¿Qué voy a hacer sin él?
21. Pelo suelto / Los borregos / La noche / Me río de ti / Dr. psiquiatra
22. Inmortal

## Lista de canciones
| El amor  |                                |                                                                |          |  |
| N.º      | Título                         | Escritor(es)                                                   | Duración |  |
| 1.       | «Como yo te amo»               | Manuel Alejandro / Ana Magdalena                               | 3:24     |  |
| 2.       | «Perdóname»                    | Camilo Blanes                                                  | 3:45     |  |
| 3.       | «Cama y mesa»                  | Erasmo Carlos / Roberto Carlos                                 | 3:44     |  |
| 4.       | «Te quiero»                    | José Luis Perales                                              | 3:50     |  |
| 5.       | «¿Y ahora quién?»              | Fabio Alonso Salgado / Julio C. Reyes                          | 3:59     |  |
| 6.       | «El amor después del amor»     | Fito Páez                                                      | 3:54     |  |
| 7.       | «Las pequeñas cosas»           | Diego Verdaguer / Amanda Miguel / Graciela Beatriz Carbolla    | 3:27     |  |
| 8.       | «Desahogo»                     | Roberto Carlos / Erasmo Carlos                                 | 3:17     |  |
| 9.       | «Tú y yo»                      | Paolo Barabani / Donatella Milani / Enzo Ghinazzi / Emmanuel   | 3:10     |  |
| 10.      | «Que muera el amor»            | G. Escolar / H. Herrero / I. Seijas                            | 3:37     |  |
| 11.      | «Como si fuera la primera vez» | Gloria Trevi                                                   | 3:01     |  |
| 12.      | «El amor»                      | Rafael Pérez Botija                                            | 5:20     |  |
| 13.      | «Inmortal»                     | Gloria Trevi / Claudia Brant / Arbise González / Jorge Vásquez | 3:38     |  |
| 14.      | «Sin miedo a nada»             | Gloria Trevi / Fernando Osorio                                 | 4:15     |  |
| 01:02:21 |                                |                                                                |          |  |

## Certificaciones
| País   | Organismo certificador | Certificación | Ref.   |
| ------ | ---------------------- | ------------- | ------ |
| México | AMPROFON               | Platino + Oro | [ 34 ] |

## Posiciones en las listas
| País                      | Listas                     | Mejor Posición |
| ------------------------- | -------------------------- | -------------- |
| Bandera de Estados Unidos | Billboard Top Latin Albums | 1              |
| Bandera de Estados Unidos | Billboard Latin Pop Albums | 1              |
| Bandera de Estados Unidos | Billboard Top Album Sales  | 95             |

## Créditos y personal
Créditos por El amor:
| - Gloria Trevi - Compositora, productora ejecutiva, artista primaria - Humberio Gatica - Ingeniería de mezcla, productor - Manuel Alejandro - Compositor - Paolo Barabani - Compositor - Francis Benftez - Coros, fotografía - Camilo Blanes - Compositor - Claudia Brant - Compositora - Erasmo Carlos - Compositor - Roberto Carlos - Compositor - Bill Churchville - Trompetas - Jaime Ciero - Arreglos, asistente de ingeniería, coros, guitarra, guitarra acústica, programación, arreglo de cuerdas - Vinnie Colaiuta - Batería - Dave Connor - Arreglo de cuerdas, arreglo de programación - Stephanie Costello - Vestuario - Nathan East - Bajo, guitarra eléctrica - Emmanuel - Compositor - Luis Gómez Escolar - Compositor - Micky Evelyn - Asistente de grabación - Enzo Ghinazzi - Compositor - Susie Gills - Asistente de orquesta - Arbise González- Compositor - Gavin Greenaway - Conductor - Isobel Griffiths - Music Contractor - Keriya Hathaway - Coros - Leyla Hayle - Coros - Tom Keane - Arreglos, asistente de ingeniería, programación, programación de cuerdas - Rick Keller - Clarinete, flauta, saxofón - Andrea Lippman - Trombone | - Ana Magdalena - Compositora - Mayre Martínez - Coros - Donatella Milani -Compositora - Dave Navarro - Coros - Everton Nelson - Líder de la orquesta - Martin Nessi - Ingeniería de mezcla, programación - Kenny O'Brien - Coros, edición digital - Fernando Oscorio - Compositor - Fito Páez - Compositor - Alterisio Paoletti - Arreglo de cuerdas - José Luis Perales - Compositor - Tim Pierce - Guitarra acústica y eléctrica - Julio Reyes-Rosas - Compositor, coros - Guillermo Rosas - Productor ejecutivo - Antonio Vigna - Coordinación de producción - Fabio Alonso Salgado - Compositor - Wesley Seidman- Asistente de grabación - Chris Tedesco - Conductor, contratador musical, trompeta - Michael Thompson - Guitarra - JoAnn Tominaga - Contratador musical - Jorge Vásquez - Compositor - Chris Walden - Conductor, Arreglos de cuerdas - Randy Waldman - Piano - Stewart Whitmore - Edición digital - Rose Zavala - Coordinación de producción |